# 覇剣の皇姫アルティーナ
『覇剣の皇姫アルティーナ』（はけんのこうきアルティーナ）は、むらさきゆきやによる日本のライトノベル。イラストは himesuzが担当。ファミ通文庫（エンターブレイン→KADOKAWA）より2012年11月から刊行されている。第2回ラノベ好き書店員大賞にて5位を獲得している。2018年2月時点でシリーズ累計部数は50万部を突破している。
2015年9月30日には、1巻および2巻をまとめて改稿したB6判の単行本が、『アルティーナ』というタイトルで発売された。
メディアミックスとして、青峰翼（作画）・鉤虫（構成）によるコミカライズが『ファミ通コミッククリア』において連載された。

## あらすじ
軍人なのに剣も弓も苦手で、読書狂な主人公レジス。とある敗戦の責任をとらされて辺境に左遷された彼は、自らの運命を変える少女と出会う。赤い髪、紅い瞳を持ち、覇者の大剣を携えた皇姫アルティーナ。
落胤がゆえに辺境軍の司令官に任じられていた彼女だったが、その境遇に嘆くことなく、ある壮大な大望を抱いていた。「あなたを信じるわ」という彼女の言葉とともに、レジスは困難へと立ち向かっていくこととなる。

## 登場人物
声優は特装版のドラマCDより

### ベルガリア帝国

#### 主要人物
レジス・オーリック
声 - 小野賢章
主人公。年齢は18歳（『アルティーナ』では20歳）。ベルガリア帝国軍人であり、階級は初登場時点で五等文官。ラフレンジュ会戦後に三等文官、グレボヴァール奪還作戦後に一等文官に昇進する。三等文官昇進以降は騎士爵を与えられ、レジス・ドゥ・オーリックと呼ばれる。
柔弱な印象の平民の青年士官。本人は落ちこぼれ軍人を自称しているが、書物から学んだ膨大な知識と並ぶ者のない軍略の才能を持ち合わせている。
帝都ヴェルセイユの出身であり、幼い頃に、流行り病で両親を失い、姉ヴァネッサによって育てられていた。後に軍図書館の司書となるべく士官学校に入学するが、剣もろくに振れず、馬にも乗れないことから落第寸前の落ちこぼれであった。しかし軍略の才能を見極めたテネゼ侯爵により貴族軍に招聘される。その後、彼のもとで仕えていたが、末席参謀として参加した蛮族との戦いで、テネゼ侯爵は戦死し、敗戦の責任まで押し付けられて、バイルシュミット辺境連隊へと左遷された。しかし配属以来、文官としての能力を認められるようになり、その中で徐々に周囲の人間から一目置かれるようになる。野盗撃退の後、アルティーナから大望を打ち明けられたことで、自らの立場や能力に葛藤しながらも、彼女の望みを手伝うべく「軍師」としての役割を果たしていくことを決心した。
第五次ヴォルクス要塞攻略作戦以降は、帝都の貴族にも名を知られるようになり、ハイブリタニアとの一連の戦いを勝利に導いたことで救国の英雄と見なされるようになる。
性格的には極めて温厚であり、軍人としては珍しく謙虚でかつ理性的な性格なため、女性からしばしば好意を寄せられる。他者に対する評価は公正な一方で、自己評価は極めて低い。偏執的愛書家であり、自身の給料のほとんどを書物に費やし、時には借金さえすることもある。学術書に限らず娯楽小説にも明るく、新聞や戦闘詳報など文字さえ書いてあるものならば、須らく読書の対象となっており、絵画や詩といった芸術分野にもある程度通じている。生粋の平和主義者でもあり、戦争状態の停止や近隣諸国との関係改善を政治的な主張として行っており、また貴族の特権がすぎる現在の帝国の体制にも不満を抱いている。
レジス自身は一介の文官に過ぎないが（軍師は帝国軍の正式な役職ではなく称号である。）、辺境連隊では他に文官がいないため、立場上アルティーナの直属となっており、参謀、副官、事務官などの職務を掛け合わせた雑多な事務をほとんどひとりでこなしていくはめとなっている。またジェロームやアルティーナが組織への関心が薄く、特にアルティーナは書類仕事も嫌っているため、極めて多忙であり辺境連隊への配属以来、休日すらとれておらず（一度過労で倒れている。）、しばしば徹夜作業も行っており、しかもアルティーナの勢力の拡大に伴って仕事量は増大し続けている。
マリー・カトル・アルジェンティーナ・ドゥ・ベルガリア
声 - 藤村歩
ヒロイン。愛称はアルティーナ。ベルガリア帝国第四皇姫。バイルシュミット辺境連隊司令官。階級は初登場時点で少将。ラフレンジュ会戦後に中将、ラトレイユの即位後には元帥に昇進した。年齢は14歳だったが、ハイブリタニアとの戦争中に誕生日を迎えて15歳になっている。
他の兄妹とは異なり、帝国初代皇帝を彷彿させる赤髪紅瞳で、絶世の美女と呼ばれた母親の美貌をそなえた美少女。皇族の血統として並外れた膂力を受け継いでおり、辺境連隊の一部の将兵からは女神と称えられている。
母が平民出身であることから、宮廷内でも他の皇族や貴族から蔑まれ、不遇の扱いを受けていた上に、その美貌が仇となって皇后の怒りを買い、わずか14歳で辺境連隊の司令官に任じられることとなる。その際に父帝から餞別として初代皇帝の宝剣の一つである帝身轟雷ノ四（グラントネール・カトル）を受け取っている。
当初、辺境連隊での彼女の立場は「お飾りの司令官」という微妙なものであったが、ジェロームとの決闘を経て連隊の兵士たちからの信頼を獲得し、レジスやジェロームら配下の将兵の助けを得て数多くの功績を立てたことで、皇位継承の有力候補となる。
勇敢であり、貴族の贅沢や横暴を嫌う極めて善良な性格の持ち主。宮廷にいたころから貴族たちの嫉妬と侮蔑を受けていたことから体制に対する疑問を持つようになり、自らが皇帝となることで貴族の横暴を正すという大望を抱くようになり、レジスと会ったことで帝国の現状への具体的な問題点を知り、平和主義者の理想である「戦争のない世界」と、「無能な為政者が批判と処罰を受ける社会」の実現を掲げるようになる。ただ、帝王学からは遠ざけられた立場であったため、政治的には無知でかつ、世間知らずな面も目立ち、軍人としても士官学校での教育すら受けていないため、作戦の立案や実際の指揮などはレジスやジェロームが代行することが多い。
レジスに対しては自身の政治思想の礎となったことから同志として信頼しあう仲で、また理想の実現のための軍師としても重用している。女性としても好意を抱いているが、レジス側は身分違いであり得ないことだと意識すらしていない。ラトレイユはレジスをさして「（アルティーナの）よき教師」と評している。
クラリス
声 - 佐藤聡美
アルティーナ付きのメイド。茶髪で榛色の瞳をした美女で、レジスより二歳年上。
身分に見合わぬ教養の持ち主でアルティーナの侍女のような役割をこなしている他、人手不足のシエルク砦において日常の雑用などもこなしている。
性格的には変わり者で、自分が心を許した相手（アルティーナやレジスなど）には笑顔で毒舌を吐いたり、冗談をこぼしたりするが、それ以外には愛想がなく、無表情を貫き通す。（作中では徹底しており、初めて外向きの性格をレジスがみた際にはよく似た別人と間違えたほど。）レジスには好意があるような素振りを見せることもある。
アルティーナからは極めて信頼されており、帝都から追放された際にも典医以外で唯一同道したほか、作中のアルティーナの遠征でもほとんどの場合同行させている。クラリスの方もアルティーナを信頼しているようでジェロームとの決闘の際や第五次ヴォルクス要塞攻略戦でもアルティーナの勝利を疑うことはなかった。

#### 皇族
リアン15世
本名はリアン・フェルナンディ・ドゥ・ベルガリア。ベルガリア帝国の現皇帝であるが、すでに年老いており実権は第二皇子ラトレイユが握っている。即位間もないころに発生した八正面戦争ではコルネーユ将軍を総督に任命して、帝国の復権と版図拡大を目指していた。若い頃から女性関係が奔放であり50歳の時点でメアリーに手を出すなど見境がないが、赤髪紅瞳の子供が産まれなければ興味を無くすなど身勝手な人間。
ハイブリタニア王国の侵攻でベルガリア帝国が敗北寸前になったにも関わらずユハプリシアをはじめ女性たちとの乱交に励む皇帝としての責務はすでに果たしていなかったが、己の漁色と赤髪紅瞳の後継者誕生のため自分の子供達や国民を平然と犠牲にする態度がラトレイユの逆鱗に触れてしまう。ラトレイユによって絶命させられた後は崩御という形で発表された。
皇后
リアン15世の皇后でラトレイユの母親。本名不詳。
カトリーヌ
リアン15世の第二皇妃。オーギュストとフェリシアの母親。西方の門閥貴族、トゥルーアン公爵家の出身。
メアリー・クローディット・ドゥ・ベルガリア
リアン15世の第四皇妃。アルティーナの母親で平民出身。
ユハプリシア・オクトーヴィア・ドゥ・ベルガリア
リアン15世の第六皇妃。エスタブルク王女。皇妃となったばかりであるがリアン15世の寵愛により国政を壟断、ハイブリタニア王国の侵攻でベルガリア帝国が敗北寸前になったにも関わらず自分のため宮殿を建設させようとしていた。ラトレイユに対しても嘲笑を隠していなかったが、帝国を脅かす本当の敵として判断されたため排除される。表向きはリアン15世の崩御に絶望して自害したと発表された。
カルロス・リアン・オーギュスト・ドゥ・ベルガリア
ベルガリア帝国第一皇子であり、皇太子。第二皇妃の息子で、西方の門閥貴族からの支持を受けるも、病弱で知られる。銀髪紅瞳で年齢は24歳。
実は本編開始以前に皇后によって毒殺されており、実妹のフェリシアが替え玉を務めていた。性格についてはフェリシアや生前友人であったエディなどは曲がった性格であったと回想しており、病弱をいいことにして勉強や稽古をさぼるなどずるがしこい所もあったとされる。アルティーナに対しては平民の子と馬鹿にしていたらしく、彼女からは苦手意識を持たれていた。
アレン・ドウ・ラトレイユ・ドゥ・ベルガリア
ベルガリア帝国第二皇子。帝国第一軍司令官。階級は大将。ハイブリタニアとの開戦後は元帥に昇進し、総督を兼任するようになる。12巻において新皇帝に即位する。年齢は23歳。度量と威厳を兼ね備えた覇王の器の持ち主であり、時として謀略もいとわないしたたかさも兼ね備える。
金髪紅瞳の美形であり、政戦両略に通じる。剣術の技量でも極めて高い水準にあり、初代皇帝の宝剣の一つである帝意破軍ノ二（アルメヴィツファ・ヴォロンテ）を所有する。実母は父帝の皇后であり、政治家としては母の出身である中央の大貴族を中心とした強固な支持層を得ている他、軍人としても数多くの戦いで勝利をもたらしたことで、将兵や臣民からの絶対的な信頼を築いているが、反面で黒い噂も少なくない。
老いた父帝や病弱な第一皇子に代わり、帝国軍の実権を掌握している。典型的な覇権主義者として対外的には拡張政策を推し進めているため、アルティーナらとは政治的に対立関係にあるが、国内的には貴族層の堕落や、国力の低下を憂慮しており、帝位を目指す理由としている。ハイブリタニアとの戦争を経て、貴族や教会の特権を抑えるための制度改変や、軍人を権力者ではなく職能者として扱うための国民軍の編成など、より具体的な構想を目指すようになった。
ハイブリタニア王国の侵攻の際、ベルガリア帝国の地理を知り尽くした奇襲により負傷、毒の怪我により左目を失明し右目もいずれ視えなくなるという皇位継承に関わる問題を抱えてしまう。この重傷に加え、覇道を突き進みつつも大義や仁政にも理解を示している自分では他人の命を平気で犠牲にするオズワルドとの戦いでは相性が悪いことを自覚、民や部下の命すら作戦に使うオズワルドの猛攻に屈しかけるも、レジスの策によるアルティーナの勝利を受け形勢が逆転しラトレイユも辛勝という成果を収める。
宮廷に帰還した後、貴族だけでなく皇帝そのものが堕落し正気を失っていることを確信し絶望する。リアン15世が己の漁色と赤髪紅瞳の後継者誕生のため自分の子供達や国民を平然と犠牲にしようとしていることを知ったことで怒りが限界に達し、国政を壟断していたユハプリシアと共にその場で命を奪った。その後は略式で皇帝即位を宣言、全てが一段落した後に皆から正式に皇帝として迎えられるべく地盤を固めていく。
ハイブリタニア王国との戦いに決着をつける際、一時的に出向してきたレジスを昇進審査という名目で自身の配下として戦場へ出向く。この際、自分達が後手に回されてきたハイブリタニア王国だけでなく、マーガレットに執心していたランゴバルト王国の行動でさえもほぼ完全に見透かし粉砕したレジスの智謀に驚愕する。マーガレットの精神構造やオズワルドの手腕さえも把握して捕縛したことでレジスは単なる文官や参謀ではなく将としての器まで持ち合わせた人材であると確信、自身の陣営に正式に招くも拒絶されてしまう。自身の体調や帝国の現状、アルティーナとの政治方針の違いなどを考慮し、自陣営への参加を拒絶したレジスは排除しなければならないという苦渋の決断を下すも、ギルベルトの奪還を目指す傭兵団『吊られた狐(ルナルパンドウ)』がレジスを狙うタイミングと合致してしまうこととなった。
ハインリヒ・トロワ・バスティアン・ドゥ・ベルガリア
ベルガリア帝国第三皇子。
のんきでマイペースな性格だが、飛び抜けた身体能力を持っている。お忍びでハイブリタニアに留学している。
マリー・カトル・アルジェンティーナ・ドゥ・ベルガリア
ベルガリア帝国第四皇姫。#主要人物の項を参照。
フェリシア・スィス・セリア・ドゥ・ベルガリア
ベルガリア帝国第五皇姫。オーギュストの同母妹で、兄と同じ銀髪紅瞳の美少女。年齢は14歳。
兄と同じく病弱なために、母の実家である西方の貴族領で隠棲していると世間には知られているが、実際は兄の替え玉となるために宮廷の別館に籠っていた。替え玉の計画自体はわが子を即位させんとする第二皇妃の野心によるものであるが、彼女自身も兄を殺したものとされるラトレイユを憎んでおり、彼の即位の妨害せんとしている。
静かな歌や本が好きな控えめな性格で、世間で言われるほど病弱でもないが他の兄姉たちほどの人並外れた膂力はない。兄とのつながりもあってエディとは幼馴染のような関係であり、名言こそしていないが恋人も同然の仲である。男装しているときは気も大きくなるらしく普段では行わないようなスキンシップも行っているが、事情を知らぬ周囲からはただならぬ仲ではないかと危惧されている。アルティーナに対しては兄とは異なり私的な場ではお姉さまと呼んだりと比較的良好な関係を気づいている。
建国記念祭において皇帝に奏上して、ラトレイユから総軍司令官の座を奪い、帝位継承を確実なものにせんとしてたが、ラトレイユ側は替え玉の件も含めて察知しており、逆に正体を明かして第一皇子派閥ごと失墜させんとしていた。しかし、同じく正体に気づいたアルティーナらによって説得され、「オーギュストとして」継承権を放棄し、アルティーナの即位を支持したうえで、自身は側近のエディとリリムをつれて姉の本拠地であるヴォルクス要塞に逃れることでかろうじて危機を脱する。以降は客人としてヴォルクス要塞に滞在している。

#### 貴族・軍人

##### 重臣
バルタザール・バジル・ドゥ・バルザック
帝国最高と謳われた剣士。バルザック公爵家の先々代当主。
宮廷で見かけたアルティーナに剣を教え、友人となる。
ベクラール
侯爵。リアン15世の侍従長。
皇帝とのつながりが深い老齢の男性。貴族省の出身で軍務省・式典省の大臣を歴任しており、現役の大臣たちとのつながりも深い。皇位継承に強い発言力を持つ。
ベイラール
軍務大臣。
必要以上に片意地の張った威圧的な態度の男性。一方で規則に厳格で平民に対しても公平な視点を持っている。
宮廷剣術指南役の指導を受けており、レジスの三等文官昇級試験の試験官を務める。
ベルジュラック
侯爵。式典大臣。
胸に勲章をいっぱいつけた貫禄のある老人。
リアン15世の第三皇妃の父で第三皇子バスティアンの外祖父に当たり、娘共々バスティアンの破天荒さに頭を悩ましている。

##### 軍務省
ベイラール
軍務大臣。#重臣の項を参照。
ベッケル
軍務省の査察官。ベクラール侯爵の甥で、伯爵家の一門。
背の低い細身で狐のような目をした男。弱きに傲慢で、収賄に精を出す典型的な小悪党。暇つぶしに農民を切り捨てようとするなど典型的な選民思想の持ち主。
軍務省からヴォルクス要塞攻略の辞令をアルティーナに伝えたが、一向に贈賄の気配を見せないアルティーナ達に業を煮やしてクラリスを強姦しようと計画、掃除中のクラリスを追い掛け回していたところをレジスに見つかってしまう。ボワスロウがエリックに斃されたことで激昂し切り札の銃を出すが、一瞬で3人を始末するのは不可能と気づき混乱してしまう。レジスの機転により騒ぎを聞きつけたアルティーナの到着を許してしまい、アルティーナに裏取引を持ち掛けるがアルティーナに一蹴された挙句に鉄拳制裁されてしまう。その後は騎士団に囲まれボワスロウ共々牢屋に拘禁された。
ボワスロウ
ベッケルの護衛官。四等武官。27Pa（200cm）程の岩のような大男。肥満体形で幅広の長剣を携えている。
愚鈍で食事に対して意地汚い性格の持ち主。ベッケルと共にクラリスを強姦しようと計画、掃除中のクラリスを追い掛け回していたところをレジスに見つかってしまう。口封じのために二人を殺害しようとするもレジスを探していたエリックが事態に気付き、後ろから切り捨てられる。その後はベイラール共々牢屋に拘禁された。
ファンリィーヌ・ウェロニカ・ドゥ・ティラソラヴェルデ
エレアノールの妹でティラソラヴェルデ家の次女。軍務省の事務官。
ゴーヒェン
伯爵。軍務省の局長職でファンリィーヌの上司。
フランク・イグナティオス・ドゥ・デュラン
南方戦線に派遣されていた軍務省の査察官。

##### バイルシュミット辺境連隊/帝国第四軍
マリー・カトル・アルジェンティーナ・ドゥ・ベルガリア
ベルガリア帝国第四皇姫。バイルシュミット辺境連隊司令官。#主要人物の項を参照。
ジェローム・ジャン・ドゥ・バイルシュミット
声 - 子安武人
バイルシュミット辺境連隊副司令官。階級は准将。
かつてエルシュタイン平原で行われたゲルマニア連邦軍との会戦で、本陣の危機を救い活躍したことから「エルシュタインの英雄」と称される。しかし、その功績を妬んだ他の貴族たちの謀略により帝国北方の辺境に追いやられ、その辺境に自らの名前を命名されて「辺境伯」となった過去を持つ。
当初はアルティーナの司令官着任について「宮廷内の権力争いに巻き込まれた」として快く思っていなかったが、彼女との決闘やレジスの言葉により、アルティーナを司令官として認めるようになる。
レジス・オーリック
辺境連隊軍師。五等文官。#主要人物の項を参照。
エヴラール・ドゥ・ブランシャール
辺境連隊騎士団長。階級は一等武官。子爵家の当主。
豊かな黒髭と禿げ頭、筋肉の塊のような男でレジス曰く「いかにも“雄（オス）”」という男。豪快な笑い声が特徴で、アルティーナのことを「女神」と称することがある。
その武勇は連隊内でも高く評価されており、レジスも彼を信頼できる人物として頼みごとをする時がある。
エリック・ミカエル・ドゥ・ブランシャール
声 - 種田梨沙
辺境連隊騎士団の騎士でエヴラールの孫。六等武官。
かつてはテネゼ侯爵の貴族軍に在籍していた。同軍の敗北時にレジスの采配を見て、彼に尊敬の念を抱く。レジスが辺境連隊に左遷されたことを聞き、同連隊への異動を志願した。一見すると女性と見まがうような美しさをもっている。
エディ・ファビオ・ドゥ・バルザック
ベルガリア帝国の一等武官で、バルザック公爵家の新当主。
アビダルエヴラ
黒騎兵団の一員で二等武官。38歳。
肩幅が広く、胸板が厚く、髭面でいかにも偉い騎士といった風貌をしている。平民の六人兄弟の末だったが、実直な性格によってジェロームに重用され騎士爵を得た。
建国記念祭において少数の兵と共にアルティーナを帝都まで護衛し、そこから信を得て、エリックの負傷後は実質的に皇姫の護衛官を務めるようになる。
クリューガー
黒騎兵団の一員で二等武官。アビダルエヴラとはほぼ同期に当たり、年齢と経歴も似通っている。
短く切りそろえた茶髪と、鋭い目つきを持ち、頬に深い傷があるいかめしい雰囲気の男。
ジェロームの信を得て、手柄を挙げ騎士爵を得たがアビダルエヴラがアルティーナに重用されるようになった焦りから戦功を求めるようになり、西ラフレンジュの戦いの前哨戦で傭兵王に挑んだが、傭兵王の張った罠にかかって死亡した。
フェルディナント・シュトゥットガルト
辺境連隊の工作隊の隊長で、ゲルマニア連邦西部の出身。
ヴォルクス要塞攻略戦において測量や穴掘りで活躍して高く評価された。西ラフレンジュの戦いにおいても工作に従事した。
女医
アルティーナの典医。28歳。本名不詳。
白衣と眼鏡を着用し、髪を短く切りそろえた男性的な印象のする女性医師。女性医師は帝国全体から見ても珍しく、シエルク砦には一人しかいないため周囲からは単に“女医”と呼ばれる。
クラリス同様アルティーナに付き添ってシエルク砦に赴き、そのまま軍医として職務に従事している。
トマ
連隊に従軍する鍛冶師長。四十歳ほどの男性。
ジェロームが帝都にいたころから仕えている。武具の手入れが悪いと騎士相手にも怒鳴りつける気性の持ち主。
紆余屈折の末、連隊に従軍したエンツオの神業じみた鍛冶技術に感嘆する。
オベール
黒騎兵団の一員である若い騎士。レジスの赴任以前に文官不在の辺境連隊でシエルク砦の倉庫の管理（帳簿係）を任されていた。
デファン
レジスに赴任以前にシエルク砦の倉庫の番人長を務めていた兵士。
インドリ
行商人たちの荷運びの手伝いをしていた兵士。仲間と共に士官用の高級ワインを箱ごと横領し、騒動を引き起こす。

##### 帝国第一軍
アレン・ドウ・ラトレイユ・ドゥ・ベルガリア
ベルガリア帝国第二皇子。帝国軍総督、第一軍司令官。元帥。#皇族の項を参照。
ジェルマン・ラウレンティス・ドゥ・ボーマルシェ
ベルガリア帝国の一等文官で、ラトレイユの副官。名門ボーマルシェ侯爵家の三男。
武門の家柄に生まれながら、剣が苦手で士官学校では本ばかり読んでいたが、ラトレイユの目に留まり幕僚を務めるようになり、以降彼に絶対の忠誠を尽くしている。レジスは彼の経歴にシンパシーを感じている一方で、彼の娯楽小説は低俗なものとする価値観には反発している。
保守的な側面はあるにせよ頑迷ではなく、レジスの実力を目のほどにしてからは素直に認めており、多少なりとも価値観に変化を起こしている。
コンスタン・フェリックス・ドゥ・バルトォーリ
帝国第一軍の三つの騎士団の一つ、白狼騎士団を率いる騎士団長。
ジェルマンの策で帝都から逃亡するアルティーナ達を追撃するが、帝都近郊の丘に控えていた黒騎兵団とレジスの仕掛けた火計で騎士団の大半を失った挙句、自身もジェロームに打ち取られる。
ゼモールト
バルトォーリの後任の白狼騎士団の団長。二十代後半の若手士官。
南方から補充兵を率いて第一軍に合流したため、レジスへの敵愾心は薄い。グレボヴァール攻略戦では本陣の護衛に勤めていたが、最終局面において志願し戦線参加し、勝利に貢献した。
バッテレン
最速を謳われる白兎騎士団を率いる騎士団長。血気盛んな若手士官。
グレボヴァール攻略戦においては特に縦横無尽に戦場を走り回り、最終的には捕虜の奪還に大きな貢献をし、自身も敵将の一人を打ち取る。
幕僚の中ではレジスに対して特に反感が強かったが、最終的に彼の知略を認める。
オルバス
白虎騎士団を率いる年配の騎士団長。白虎騎士団は第一軍最強を謳われる。
穏やかな性格の人物でレジスに反発するバッテレンをいさめるが、自身もレジスに対して作戦遂行に対する覚悟を問う。
グレボヴァール攻略戦においては右翼を率い、終始戦線を支えた。
ジャン・ユリス・ドゥ・ヴァレイズ
第一軍に所属する三等武官。
騎士爵に叙された冷静で有能な武官であり、駆け比べや剣の競い合いや筆記試験などで幕僚を除いて最も優秀な成績を収めている。
ハイブリタニア語も地方出身者と言い張れば通じる程度に堪能で、グレボヴァール市奪還作戦でレジスの策で工作員として都市に潜入する。

##### 帝国第二軍
バジャマン・エマニュエル・ドゥ・ボーマルシェ
侯爵家の当主。中将。第二軍司令官。
オレンジ色の髪の壮年の男性。弟同様にラトレイユに忠誠を誓い、建国記念祭に際してトゥルーアン侯爵家の領地からフェリシア皇女の替え玉を拉致するがレジスの策謀により失敗。
その後、ハイブリタニアの侵攻により第二軍は緒戦で壊滅し、敗残兵と共に、ルトロワティ砦でバイルシュミット辺境連隊と合流、第四軍として再編されるに伴い、アルティーナの幕僚となり、西ラフレンジュの戦いに参加。東方国境の不安定化により第四軍分隊の司令官として東方国境に向かう。
ジェスタン・ガブリエル・ドゥ・ボーマルシェ
バジャマンの弟で少将、第二軍副司令官。

##### 帝国第三軍
ビュスロウ
中将。北方の国境を守護する第三軍司令官。
豊かな顎鬚を蓄えた勇猛な男。ボネイル要塞の攻防戦で旗下の太陽騎士団と共に敵軍の大砲と砲弾を鹵獲する功績を上げるが、オズワルドの命を受け、火薬樽に潜んでいた兵の自爆で騎士団と城門ごと吹き飛ばされ戦死する。

##### 帝国第六軍
ベルナール・ジャン・ドゥ・ドルヴェイル
中将。南方の国境を守護する第六軍の司令官。中央貴族の出身。

##### 帝国第七軍
バルグソヌ
公爵。中将。東方の国境を守護する第七軍の司令官。
貴族にも関わらず、贅沢を嫌い質素倹約を旨とし、伝統を重んじ、血統を尊び、不変をよしとする無骨な武人。
一方でその保守的な姿勢からアルティーナを見下しており、バイルシュミット辺境連隊を軽視する。
ハイブリタニアの侵攻に際して東方国境より馳せ参じ、これまでの東方諸国に対する常勝から自軍を過信して、ラフレンジュでハイブリタニアに挑むも、ハイブリタニア側の戦術に為す術もなく敗北し、第七軍は壊滅する。本人もこの戦いで戦死した。
ビュゼンテ
第七軍に所属する二等文官。第七軍作戦参謀長であり、第七軍参謀長の息子。伯爵家の息子。
レジスとは別の士官学校の出身で、当時は神童と言われており、士官学校の交流戦でレジスと«討論戦»を行い勝利する。（判定はかなり怪しく、父の部下である審判の贔屓だとヴァネッサは主張している。）
ラフレンジュ会戦直前の軍議で用兵の教本通りの傲岸な策を立て、敗色が濃厚になると司令官の目前でレジスに責任転嫁する醜態を見せた。
敗戦後、生きながらえるも幼児退行を引き起こし、バルグソヌの遺体に話しかける有様でコワニェラからは『あれはもう駄目だ』と評される。
コワニェラ
第七軍に所属する二等武官。
ラフレンジュ会戦で第七軍の主だった上官が戦死したことで、指揮官の代行を務める形で第七軍の残兵を率いてボネイル要塞の攻防戦に参加。攻防戦に勝利した後は、要塞の守備に当たっていたが、エスタブルグ襲来の報を受け、第四軍分隊と共に東方国境に戻る。
当初はバイルシュミット辺境連隊を見下すような態度をとっていたが、窮地を救われたことで心服するようになる。
デュカース
第七軍に所属する軽歩。農兵（徴兵された農民）。30歳。故郷に老いた両親と三人の息子と四人目を妊娠した妻を残している。
ラフレンジュ会戦において«死の行進»とも評される弾幕に放り込まれた挙句、敗北し壊滅する有様を見せた司令部を批判する。

##### 帝国第八軍
ロランベール・アベル・ドゥ・ロクホワド
中将。第八軍司令官。

##### 帝国海軍
クリストフ・ドニ・ドゥ・ベルトラム
中将。公爵。西方海域に駐留する艦隊の提督。
豊かな赤髭を蓄えた初老の男。宮廷の権力闘争からは距離を置いており、誰が勝っても従うのみとしている。
古風な軍人ではあるが頑迷ではなく他人の意見を容れるだけの度量を持つ。
実績のある提督だが、ハイブリタニアの侵攻に際し、新型戦列艦に手も足も出ず敗北。その後、第四軍の海戦部隊として組み込まれる。
レジスの献策を入れ、西方の港を奪還すべく、艦隊を進発させるが、砲撃からスパークをかばったことで初日の戦闘で負傷。レジスに指揮権を引き継がせる。戦闘後一命はとりとめた。
スパーク
ベルトラムの副官。三等武官。
レジスに指揮権が移った後は彼を補佐した。

##### ティラソラヴェルデ公爵家
エレアノール・エルレッド・ウィン・ドゥ・ティラソラヴェルデ
帝国南部の貴族を取りまとめるティラソラヴェルデ公爵家の孫娘であり、老齢の祖父に代わって実権を握る実質的な当主。
ティラソラヴェルデ家は豪商でもあり、商売っ気の強さから『南部の雌狐（ラ・レナルド・ドゥ・シュド）』とも呼ばれる。
ファンリィーヌ・ウェロニカ・ドゥ・ティラソラヴェルデ
エレアノールの妹でティラソラヴェルデ家の次女。#軍務省の項を参照。
ジャン・ロランド・ドゥ・ティラソラヴェルデ
エレアノールの弟で、ティラソラヴェルデ家の長男。民主主義に対する信奉からハイブリタニア王国に留学していた。
ルノワール
エレアノールの異母妹で、ティラソラヴェルデ家の四女。

##### その他
ボードワン
伯爵。中将。帝都守備隊の隊長。
侯爵への叙爵と宮廷での椅子を提示されて皇后の策謀に乗り、オーギュストの暗殺を計画するもエディの活躍で失敗。
事件後、責任を取らされる形で罷免される。

#### 民間人

##### 帝都ヴェルセイユ
キャロル・ドゥ・タレイラン
レジスの友人。黒髪を肩で切りそろえ、紫の前掛けをつけた女性。
先代から大型書店を引き継いで店主をしており、帝都にいた頃のレジスも常連であった。客の趣味を記憶しおススメの本をかぎ分ける才能の持ち主で、親交を深めている客も多く人脈も広い。レジスから皇帝と皇妃の不審死に対する調査を依頼される。
トルプルヌール
帝都を拠点とする行商人。キャロルの父の友人で彼女の店にも品を仕入れている。
辺境連隊に赴いた際、窃盗騒動に巻き込まれる。
モルガーヌ・ブールジーヌ
帝都で活動する自由主義運動の思想家。年齢は30歳ぐらい。
元は教師であったが、社会体制に対する疑問から自由主義思想に傾倒し、啓蒙主義活動を行ったために職を失い、現在は支持者の援助を受けて官憲の目を逃れながら活動を続けている。当時13歳のロランドに自由主義思想を伝えた張本人であり、ロランドの遺志を継いだバスティアンを新たな生徒とする。

##### ルーエン市
エンツオ・バルドー・スミス
ルーエン市に工房を構える鍛冶屋。ヴァネッサの夫でレジスの義兄にあたる。
口下手で大きな実績がないために、それほど高い評価を受けていないが、魔法と称されるほどの技量の持ち主。
ヴァネッサ・スミス
レジスの実姉。
リオネル
エンツオの六人いる弟子のひとりで、一番弟子にあたる。鍛冶師としては体の細い男で、以前は画家を目指してた。

##### テュオンヴェル市
イェリン
バイルシュミット家のメイド。レジスより一歳年上で、日焼けしたような褐色の肌と黒い瞳を持つ。
伯爵家の経理を担当していたが、ジェロームが砦からすべての文官を追い出したため、それ以降は連隊の書類も任されていた。レジスの着任により仕事量は減ったが、補佐的な役割で仕事を手伝っている。異国の出身だが、勉強熱心でベルガリア語の読み書きができる。
レジスに異性として好感を抱いており、たびたびレジスに絡むクラリスには嫉妬している。『アルティーナ』におけるジェロームの発言によれば「高望みしすぎて行き遅れた」とのこと。
イェスタ
イェリンの弟でバイルシュミット家の家令見習い。
姉とは逆にクラリスに好意を抱いており、レジスに非協力的な姿勢をとるものの仕事はこなしている。
マクレン
バイルシュミット家の家令。五十歳のベテラン。
レジスの着任以前から文官不在の連隊の書類管理を行っている。税金や売買についての書類にはミスがないが、軍事行動の報告や補給の申請については書類の形式の違いからしばしば軍務省から叱責を受けている。

##### ウゴヴィ村
ナリサ
ウゴヴィ村の村娘。赤焼けた黒髪と黒色の瞳の少女。十四歳。
男勝りのおてんばで、人の名前を必要以上に短く呼ぶ癖を持つ。親の反対を押し切って幼馴染のフィッポと共に漁を行っている。
レジスから高額の報酬を提示されてフィッポと共にレジスのシエンヌブール湾の調査に同行する。
フィリップス・ジャン・アクアノルト
ナリサの幼馴染で愛称はフィッポ。ナリサに好意を抱いている。
細身だが引き締まった筋肉のついた17, 8歳の少年。ナリサと共同で船を所有している。網や帆を治すのがうまいが風読みが下手で舵取りはナリサに及ばない。
ジャンレオ
ウゴヴィ村の村長。四十歳前の浅黒い肌の男。
村長としては良心的な男で村で共済を行っており、月に一度村人に料理と酒で還元している。
海軍に自宅を接収されたうえ、村人総出でただ働きさせられたために軍隊に不信感を募らせていたがレジスのとりなしで補償金が支払われ機嫌を直す。

##### その他
リリム
トゥルーアン公爵家のメイドでオーギュストのメイド長。
褐色の肌をし、髪を二つに結った背の低い少女。若いが非常に優れた調停センスの持ち主で、裏からオーギュストの政務に助言していた。
主人がヴォルクス要塞に逃亡する際にも同行し、到着後はレジスに能力を買われ部隊内の争議解決を任された。
エリアナ
トゥルーアン公爵家のメイド。ヒスパーニア帝国の出身。
髪の色が同じであることからフェリシアの替え玉として仕立て上げられ公爵家に軟禁されていたが、バジャマンらによって帝都に拉致される。その後、ラトレイユ派の策謀が失敗し用済みになった際に放置されたが、レジスを通じてエレアノールにかくまわれる。
フェリシア
グレボヴァール市の町娘。愛称は“フェル”。人形のように華奢な金髪の少女。12, 3歳だが年の割に聡明で機転が利く。
病気の母親と暮らしていたがグレボヴァール市がハイブリタニア軍に占領された際、母親を殺害され、その後はハイブリタニア人相手に物売りをして生計を立てていた。
ヴァレイズの潜入工作に協力し、彼に市内の情報を伝えた。

### ハイブリタニア王国

#### 王族
マーガレット・スティルアート
豊満な肢体と妖艶な雰囲気を併せ持つハイブリタニア王国の新たなる女王。寵愛するオズワルドを実質的な軍の司令官に据え、ハイブリタニア全体を戦争に向けた体制へと変貌させている。
新式の銃や蒸気機関の開発により周辺諸国を圧倒する戦力を確保し、抜擢したオズワルドの鬼才により最強と呼ばれたベルガリア帝国を相手に初戦から連戦連勝を重ねる。本腰をいれて対峙してきたベルガリア帝国に対しても臆することなく戦場へ出向き、新鮮な感動を求めて気まぐれな命令を繰り返した。
レジスたちによって補給路を失い、技術の重要性を知るラトレイユが帝国の名実共に実質的な指導者になってからは状況が一変、オズワルドの手腕をもってしてもマーガレットの気まぐれな命令に応じることが不可能になるほど劣勢に追い込まれる。ランゴバルト王国を捨て駒にして脱出を図るも、それすら見抜いていたレジスたちによって追い詰められる。追い詰められた際もまるで戸惑っていなかったためラトレイユたちからは狂人である可能性や新たなる罠の可能性を不安視されていたが、実際にはまともに勉学に励んでこなかったため物事をきちんと考える力に欠如しており、自分を特別な人間と思い込みたいために風変りな人物を演じている我儘な女性であることをレジスによって看破される。マーガレットが求めていた歴史的な名誉もマーガレットのやり方では歴史書における一行程度の文章にしかならず、下手をすれば記録にすら残らない可能性を告げられてしまう。自分の本性を指摘され激怒した後は捕縛されるという不名誉な現実を向き合うことに耐えきれず自害を図るも医学書も読んでいたレジスによって応急処置を施され一命を取り留めた。
エリザベス・ヴィクトリア

シャーロット・スティルアート

#### 軍人・貴族

##### 開戦派（マーガレット派）
オズワルド・クルサード

グレンダ・グラハム

ブルーノカルロ・ヴィクトリア

ウィリアム・マコリー

##### 女王の艦隊（クイーン・ネービー）
ゴライアス・オックススォード
ハイブリタニアのベルガリア派遣艦隊の司令官。中将。
勇敢な性格で筋骨隆々とした巨漢だが、慎重策に傾く一面があり、モリンズからは教本ゴリラと揶揄されている。
ヒューイ・モリンズ
新型戦列艦プリンセス級9番艦「ガーネット」の艦長。海軍大将の娘婿。
女性関係は奔放で戦列艦の艦長になるため軍の重鎮の娘である妻と結婚したが、当時は自分にぞっこんだった妻が子育てに目覚めてからは自分に厳しいのが悩みの種。戦闘中でもロレイリンと浮気するなど規律違反や職務怠慢は日常茶飯事だが、自分と部下の命だけは絶対に守ると決めている。レジスの作戦をある程度見抜いており、その策に嵌り損害を受けた時点で女王艦隊は撤退すべきと悟っていたが司令部に却下されてしまう。その後もレジスの奇策の前ではプリンセス級の武力であっても意味がないと察し、無駄な戦闘を避けるため退却したが、その退却すら見越して待ち構えていたことに脱帽、やむをえず降伏する。
ロレイリン
モリンズの副官。長い艶のある髪を頭の後ろで纏めた金髪碧眼の女性士官。年齢は19歳。
マッカン
オックススォードの乗艦するプリンセス級1番艦の艦長。壮年のごつい男性。勤務熱心な性格。
で、エペプリエール湾海戦の初日の戦闘で6番艦に乗せていた息子を失う。
バリスター
プリンセス級5番艦の艦長。名門貴族出身の若い軍人。
勇猛果敢で積極的な戦いから数多くの功績を上げている。
オルセン
プリンセス級8番艦の艦長。老人。「忠犬」と揶揄される性格の持ち主。
もともとは宮廷の料理人で、のちに軍の主計課に移ったが、シャーロット女王の推挙によって艦長となった経歴を持つ。

### バールトゲインハイム
ベルガリアとゲルマニアの間に横たわる森林に住んでいるが、正式な国家としては認められておらず、両国からは「蛮族」と呼ばれて蔑視されている。
帝国歴850年のシエルク砦への冬季攻勢以後は、辺境連隊と密約を締結し協力関係にある。
ディートハルト
レジスいわく「蛮族を束ねる蛮王」。ゲルマニアの言葉を話すが、ベルガリア語も解する。
バールトゲインハイムに住む人々の生活を安定させるため、シエルク砦に攻撃を仕掛ける。辺境連隊との密約を締結したのちは、アルティーナやレジスを好意的にとらえており、ヴォルクス要塞攻撃のための情報収集に協力している。

### ゲルマニア連邦

#### ヴァーデン大公国
ヴァインガルトナー
ヴォルクス要塞司令官。元帥。43歳で幕僚長から昇格して以来、ベルガリア帝国や連邦の近隣諸国を相手に幾度となく勝利している。
几帳面な性格で毎朝、同じ時間に起き、同じ食事をとり、同じ場所を巡回し、同じ訓練をすることから、その行動は時計の針より正確と評される。
ツェヒマイスター
ヴァインガルトナー旗下の青銅騎士隊の隊長。20歳
強靭な肉体に精悍な顔つきをした銅褐色の巻き毛の青年。隣国バイエンベルクとの小競り合いで活躍して大公から勲章を授与された実績を持つ。
血気盛んな性格でヴァインガルトナーの篭城策に反対して、ヴォルクス要塞から出撃するが待ち構えていたジェロームと交戦し敗北、戦死する。
ダーヴィット
声 - 山本祥太
ファーレンベルク領を巡っての戦いに敗れ、領地を失った侯爵。
ホルガー
ヴァーデン大公国に雇われ、ヴォルクス要塞に駐留していた傭兵。28歳。『アルティーナ』における名はホルベルト。
蛮族討伐のために森に向かうも、ディートハルトに敗れ、捕虜となる。

#### ランゴバルト王国
パオル・ランゴシュルツ
ランゴバルト王国国王。20代半ばの精悍な顔つきの青年。
ハイブリタニア王国の侵攻に呼応して、2万の兵を率いてグレボヴァール市を攻略し、ハイブリタニア軍と共にベルガリア帝国第一軍と対峙する。
ゲルマニア人らしい規律正しさで、何事につけても正しい行動をする人物だが、女性の趣味は悪くマーガレットに執心する。
リックス
ランゴバルトの騎士団長。黄色く塗られた全身鎧を身にまとっている。
グレボヴァール攻略戦で援軍として騎兵部隊を率いてはせ参じるが、レジスの策に翻弄された挙句、脱走した捕虜をおって突出しバッテレンに打ち取られた。

#### 吊られた狐（ルナルパンドウ）
ギルベルト・シュヴァインツェベルク
傭兵団『吊られた狐(ルナルパンドウ)』の団長であり、傭兵王の異名を持つ歴戦の傭兵。
イェシカ・シュヴァインツェベルク

フランツィスカ

マルティナ

## 登場国家
国名は『覇剣の皇姫アルティーナ』版/『アルティーナ』版。特に明記がない場合は『覇剣の皇姫アルティーナ』版とする。
ベルガリア帝国
ハイブリタニア王国/ハイブリッシュ王国
ベルガリア帝国の西方の海上に存在する島国。王都はクイーンズテムス。
自然環境は厳しく北部を凍土に覆われ、芋と人参しか育たず、牧草地となる平原も少ない。ただし、鉄鉱石が産出するので貿易が盛んで、独自の伝統を重んじながらも、遠方から渡来する文化や新技術の導入に積極的であり、周辺国に先んじて蒸気機関やライフルの実用化に成功している。
政治体制は元首たる女王の下に統治が行われる形式だが、30人で構成される議会があり、24人以上の反対があれば女王といえども政策案を取り下げざるを得ず、議会は国王廃位の権限を持つ。ただし、この議会は普通選挙によって選ばれたものであるとは作中で明示されておらず、王と貴族の寡頭制が恰好のつくように制度化されただけとも取れる。
元々はシャーロット女王の下で平和主義的な政策を行っていたが、新技術と産業の発展から国民の間で開戦の機運が高まり、それに付け込んだマーガレットの一味が女王に後継者として指名されたエリザベスの即位を妨害し、マーガレットが女王として即位。即位したマーガレットは国民に対し“積極的な外交”を約束し、ベルガリア帝国への侵攻を開始する。
モデルはイギリス。
ゲルマニア連邦/グルトニア連邦
ベルガリア帝国の北東側に位置する連邦国家で、盟主国家はサンプロイセン王国。大小22の王国公国で構成され、ベルガリア帝国とは軍事的に対立関係にあり、恒常的な戦争状態にある。一方でサンプロイセンの統治も万全ではなく、連邦加盟国内でもしばしば小競り合いが起こっている。レジスはしばしば「強国」と表現しているが、内実を知るギルベルトに言わせれば度重なる内戦で連邦全体の国力が低下しており、工業、技術などの分野で周辺国に対して後れを取り始めてきているとされる。
モデルは神聖ローマ帝国。
サンプロイセン王国/サンプロイス王国
ゲルマニア連邦の構成国の一つであり、同国の盟主。倹約家で軍事的才能に優れた王の元で近年国力を伸長しており、周辺国を併合して帝国設立を宣言するとも噂されている。
ヴァーデン大公国
ゲルマニア連邦の構成国の一つ。ベルガリア帝国とはシエルク砦から蛮族の住む森（バールトゲインハイム）を挟んで国境を接している。国土は小さいが良質な鉄鉱山に恵まれており、その経済力から実戦経験豊富な傭兵を雇い、新型の兵器を与えて戦力としている。建国以来幾度となくベルガリア帝国などの周辺国に国土を脅かされてきたがヴォルクス要塞の建造以降は軍事的支出が抑えられてきており、その国力の余力を森林の開墾などの事業に振り分けている。
本編以前からベルガリア帝国とは小競り合いを行ってきたが、バイルシュミット辺境連隊によってヴォルクス要塞を陥落させられて以降、ハイブリタニアと手を結び供与された新型鉄鋼の武器や新型の大砲を携えてヴォルクス要塞の奪還を仕掛けるも、レジスの奇策により失敗した（この奪還作戦はハイブリタニアの侵攻から辺境連隊を引き離すためのオズワルドの策謀でもあった）。だが、ベルガリア帝国軍の弱体化から再侵攻のため兵力を集めており、同様の行動をとる他の連邦加盟国の戦力を集結させている。
バイエンベルク
ゲルマニア連邦の構成国の一つ。過去にヴァーデン大公国と小競り合いを起こしている。
シュトゥルムガルト王国/シュトゥルムガルト公国
ゲルマニア連邦の構成国の一つ。過去にサンプロイセン、ヴァーデンとともにエルシュタイン平原でベルガリア帝国と交戦している。
ランゴバルト王国
ゲルマニア連邦の構成国の一つ。国王はパオル・ランゴシュルツ。
ベルガリア帝国の北部で国境を接しており、南東ではヴァーデン大公国に面している。良質な騎馬の産地として知られ、すぐれた騎兵部隊を保有している。ハイブリタニアとは同盟関係にあり、ハイブリタニアの侵攻で駐屯する兵力が減少していたベルガリア帝国の北部国境を越え侵攻する。
エスタブルク王国
ベルガリア帝国の東方に位置する国家。ベルガリア帝国に比べれば小国だが、野心的な国王によって領土を急拡大し、東方に大きな勢力を持っている。ただ、王が老いたことでその勢いに陰りが見え、戦線を安定化させたいベルガリア側との思惑が一致し、ユハプシリアを政略結婚の相手として送り込んだ（レジスはこれを指して「斜陽」と評している）。
ユハプシリアの死後、再び両国関係は悪化し、ハイブリタニアの侵攻に呼応して東部戦線に兵力を集結させている。
モデルはオーストリア。
ヒスパーニア帝国
ベルガリア帝国の南西に存在する半島国家。公的には無関係を主張しているがベルガリア帝国の沿海部で国家を挙げた海賊行為を行っているため、両国関係が極めて悪化しており、ハイブリタニアの侵攻がなければヒスパーニアに侵攻していたといわれる程である。一方でその軍事力に関してレジスは「海軍ばかり」と評しており、南部遷都案の論拠として挙げている。
モデルはスペイン。
ネーデルランツ/ネイルランツ
ハイブリタニアと国交を結ぶ国家。
モデルはオランダ。
エトルリア教国

## 用語

### 異名
炎帝（ランペルールフラム）
ベルガリア帝国初代皇帝アドリアン・ベルガリアの異名。赤髪紅瞳で巨躯の持ち主であったとされる。
本編の約八百年前にエクィタニア地方（現在のベルガリア帝国領西部）に生まれ数奇な運命を得て遊牧民に育てられることとなり、剣と馬術において比類ない存在であったと伝えられている。特に剣技については本人の使用していた7本の剣が宝剣として現存しており、帝国旗の紋章も7本の剣があしらったものとなっている。
あらゆる戦いに勝利し続け、戦勝を祈ってエペプリール湾に宝剣を投じた、精霊から精霊銀（トリスティ）を賜ったなどの伝承が残り、最後の方は神との知恵比べや魔王との一騎討ちなど、人間などは相手でなかったとされているが、大半は口伝である。
矢雀皇姫（やすずめこうき）
帝都におけるマリー・カトル・アルジェンティーナ・ドゥ・ベルガリアの渾名（蔑称）。アルティーナがシエルク砦に赴く際に皇帝から宝剣の一つ、帝身轟雷ノ四（グラントネール・カトル）を餞別として与えられたのだが、この大剣はアルティーナと比べて重厚長大に過ぎ、皇姫が大剣を腰に吊るした時、それを見た民衆や兵士が「まるで矢に射られた雀のようだ」と評したことに由来する。
アルティーナはそれまでほとんど国民の前に出ず、取り立てた逸話もなかったために定着したが、功績を挙げて帝都に凱旋して以降はこの蔑称を使うのは第七軍の将校など一部に限られる。
黒騎士（くろきし）
ジェローム・ジャン・ドゥ・バイルシュミットの異名。着用する鎧と愛馬の色に由来し、旗下の騎兵団もこれにちなんで黒騎兵団と呼称される。
エルシュタインの英雄
ジェローム・ジャン・ドゥ・バイルシュミットの異名。過去に帝国とゲルマニア連邦の戦いが行われたエルシュタインにおいてサンプロイセンの先鋒を務めた鉄騎兵団3000をジェロームの指揮する黒騎兵団500が粉砕し、敵軍を敗走させた逸話が由来。
斬らずの公爵
エディ・ファビオ・ドゥ・バルザックの異名（蔑称）。「なまくら公爵」とも。
帝国開闢以来の武門の名家であるバルザック家に生まれ、本人も剣技に優れると評されながらも、戦場で人を切れない臆病さ（少なくとも第六軍の司令官やフランツィスカはそう判断していた。）が由来。
魔法使い
レジス・オーリックの異名。レジスの魔法じみた策謀とそれに付随する功績に対して畏怖と尊敬をこめたベルガリア帝国側の呼称。ラフレンジュ会戦でレジスが「―――俺は伝説の魔法使い、だよ！」と叫んだのをジェロームが兵士たちに広めたことで定着した。またこの他にも救国の英雄、戦場の魔法使い、魔物軍師、皇女殿下の叡智の盾といった娯楽小説じみた渾名も存在する。なお、ベルガリア帝国で信仰される宗教の教義においては魔法使いは信者を導く賢人であるとともに、愚者に対して罰を与える存在であるとされる。
また、«吊るされた狐（ルナルパンドゥ）»のイェシカも傭兵団ではそのように称されていた。

### 登場兵器

#### 小銃・大砲
スナイダー銃
ハイブリタニア王国の主力小銃。作中ではもっぱら「新式小銃」と表記される。後装式のライフル銃で、射程距離は200yd(182m)程度。マスケット銃に比べて、威力と射程距離が向上しており、かつ精密な射撃を可能にしている。一方で欠点として金属薬莢を採用しているため、弾丸の備蓄が限られることと、銃の耐久性が劣ることがあげられる。
フュジィ八五一小銃
鹵獲したハイブリタニアのスナイダー銃を解析して、ラトレイユが製造させたベルガリア帝国製の小銃。スナイダー銃と比べて造形は流麗かつ軽量であり、機能的には薬室にゴムが使用されているといった細やかな差異がある。また、弾丸には紙薬莢を採用しており、消耗部分は増えているものの、射程と威力を向上させることには成功している。
中型大砲
シエルク砦においてバイルシュミット辺境連隊が採用していた大砲。射程は28Ar(約2km)。第五次ヴォルクス要塞攻略戦で大量に運用された。
三八式エルズウィック砲
ハイブリタニア王国が製造した大砲。射程は平地で700Ru(2637m)。ヴォルクス要塞においてヴァーデン大公国が運用していたが、要塞陥落後は鹵獲したものを帝国がそのまま使用している。
四一式エルズウィック砲
ハイブリタニア王国が製造した大砲。三八式を蒸気船搭載用に大型化させたもので、射程は45Ar(3216m)。威力も向上しているが要塞の外壁を破壊できる程度のものではない。さらに大型化した分、陸上で運用する際には、展開に時間がかかる欠点がある。ハイブリタニア戦後、鹵獲したものを解析して、ベルガリア帝国でも製造を開始している。
艦船用超大型砲
ベルガリア帝国の戦列艦に採用されている大砲。射程はおよそ38Ar(2715m)。前装式であり、一門につき二名の砲兵を必要とする。

#### 宝剣・宝槍
帝意破軍ノ弐（アルメヴィツファ・ヴォロンテ）
ベルガリア帝国初代皇帝の剣で、七本ある内の二番目にあたる宝剣。銀色に輝く片刃の直刀で大軍での戦に勝利をもたらすと信じられている。現在はラトレイユが所持している。
帝足音切ノ参（ヴィテスペース・トロワ）
ベルガリア帝国初代皇帝の剣で、七本ある内の三番目にあたる宝剣。長さ4Pa(30cm)程の短剣で、炎帝の足の長さに等しいされる。幅広の根元から先端にむけて細長い三角形を描くような形状で、両刃だが紙のように薄いうえに軽く、音すら切れるほどに早く斬れると謳われている。
バスティアンがハイブリタニアに留学する際、出国前夜に宝物庫から無断拝借する形で保有しており、リアン15世からは事後承諾に近い形で所持を公的に認められている。
帝身轟雷ノ四（グラントネール・カトル）
ベルガリア帝国初代皇帝の剣で、七本ある内の四番目にあたる宝剣。全長26Pa(192cm)におよぶ大剣で、炎帝の背丈に等しいとされる。精霊銀で作られているために頑丈で鋭いが、装飾華美で刃先が重いわりに柄の部分が細いために取り回しづらく、実戦で使うには不向きな剣である。実は本編開始から300年ほど前の平和な時代に当時の皇帝が持ち上げられるように改修されたためにこのような欠陥が生まれている。
アルティーナが帝都を去る際に餞別として七本の宝剣のいずれかを所望し、アルティーナが4番目の子であることにちなんでリアン15世から貸し与えられた。アルティーナは使いづらいのを承知で使用していたが、フランツィスカとの戦いで柄の部分が折れ曲がり損耗したため、鍛冶師のエンツオによって打ち直され、その際に先述の欠陥も修復された。兵士たちからは部隊の象徴と認識されている。
帝怒炎山ノ六（ラージュヴォルカン・シス）
ベルガリア帝国初代皇帝の剣で、七本ある内の六番目にあたる宝剣。紅と金を基調とした装飾が施された長剣であり、刃は黄金で出来ているかのように輝いている。かつては盾と合わせて戦争で使用されていたとされる。現在は所持者はなく、宮廷の宝物庫に長らく収蔵されていたが、ラトレイユの即位後の祝典で久々に展示された。
護帝護国ノ七（テファーンドル・セット）
ベルガリア帝国初代皇帝の剣で、七本ある内の七番目にあたる宝剣。幅広の刀身を持ち背に櫛状の切込みが彫られた異形の剣。バルザック家が初代皇帝から賜り、代々引き継いでいる。
貴婦人の髪（レシュヴデュヌダム）
ジェロームが所有する銀色の馬上槍。長さは42Pa(311cm)で穂先は精霊銀で作られている。触れただけで相手の武器を砕くといわれる業物。

#### 戦列艦
プリンセス級七四門汽走高速戦列艦
ハイブリタニアの主力戦列艦。単に「新型艦」とも呼称される。帆船としての帆に加え、蒸気機関を投入した機帆船で、全長120Co(53m)、全幅34Co(15m)、甲板に3本のマストを持ち、最も高い中央マストが130Co(58m)。一本目と二本目のマストの間に排煙用の煙突が設けられており（一番艦は一本、六番艦以降は二本に設計変更されている）。船速は巡航で15ノット、搭載する四一式エルズウィック砲の射程は45Ar(3216m)に及ぶ。
ハイブリタニアは合計九隻を保有しており、ベルガリア帝国への侵攻に投入されたのは一番、四番、五番、六番、八番、九番艦の計六隻で残る三隻は王とクイーンズテムズの港に待機していた。トゥルーアン沖海戦ではベルガリア帝国の艦隊に圧勝したが、エペプリエール湾海戦においては初日の戦闘で四番、六番艦が撃沈され、二日目の戦闘では一番艦は船底のスクリュープロペラを故障させられ機関部を停止し、五番艦はウラテノス級と相打ちの形で大破、残る二隻は降伏し、戦闘後、帝国軍に接収された。
アテルナ級八〇門戦列艦
ベルガリア帝国の主力戦列艦。全長120Co(53m)、全幅34Co(15m)、マストの高さは140Co(62m)の大型帆船。三本のマストを持ち、そこかしこに意匠が施され洋上の城のごとき威風を持つ。三段砲列甲板で艦船用超大型砲と榴弾砲を搭載している。速度は順風の状態でようやく15ノット前後といったところで、艦船用超大型砲の射程はおよそ38Ar(2715m)、装填から発射までの時間が四一式エルズウィック砲の倍かかるなど、スペック上は全てにおいてプリンセス級に劣る。
トゥルーアン沖海戦ではプリンセス級の性能に完敗し、四隻を喪失した。エペプリエール湾海戦では九隻が投入され、初日の戦闘で更に三隻を喪失、残る六隻は二日目の戦闘に投入された。
ポセイダム級一二〇門装甲戦列艦
ベルガリア帝国最大の戦列艦。全長160Co(71m)、45Co(20m)に及ぶ巨艦。通常は800人もの船員で運用される。木製の船体を鉄板で覆っており、全身鎧を着た騎士を思わせる形状を持つ。装甲は固いが、やはり射程でプリンセス級に劣るうえに、浮き砲台と揶揄されるほどに低速。本編で帝国はこの戦列艦を二隻保有しており、三隻目を建造中の状態であった。一番艦は整備中であったため、作中で登場したのは二番艦である。
トゥルーアン沖海戦での敗報を受けて南方海域から派遣され、エペプリエール湾海戦では初日の戦闘で投入。レジスの奇策の布石のためにあえて撃沈された。
セレルネ級五〇門準戦列艦
ベルガリア帝国の戦列艦。領海の治安維持を目的とした艦艇で、通常は武装した海賊船や密売船の取り締まりに使用されており、戦列艦としては格下として扱われている。全長80Co(36m)程で、搭載している砲も中型小型のものが大半である。
エペプリエール湾海戦では十四隻が投入された。
ウラテノス級一八門戦列支援艦
ベルガリア帝国の戦列艦。遭難者の救助や密輸船の拿捕を主目的とした艦艇で、全長も45Co(20m)と主力戦列艦の半分以下しかない。風によっては船速でプリンセス級に勝るが、砲撃戦においては期待されておらず、ハイブリタニア側からも軽視されていた。
エペプリエール湾海戦では二十隻が投入され、うち一隻が二日目の戦闘でプリンセス級と相打ちの形で喪失した。

## 制作背景
ファミ通文庫に本作を含めた複数の企画を持ち込んだ作者は、本作がファンタジーだが特殊設定がない戦記というジャンルだったことから厳しいと考えていたが、その考えとは裏腹にファミ通文庫側は本作を採用した。採用理由は企画内容が面白く、希少なジャンルだったからであるとしている。
当初は舞台に特定の時代や地域は設定されてなかったが、よりリアリティを出すために時代は中世ヨーロッパに、主な舞台となるベルガリア帝国はフランスをモチーフに変更されている。また、当初はクラリスを登場させる予定はなく、その代わりとして軍師の才能がある女の子がレジスの副官になるという構想であった。担当編集者はクラリスがメインヒロインのアルティーナと同程度の人気があることから、変更させてよかったと振り返っている。

## 既刊一覧

### 小説

#### 覇剣の皇姫アルティーナ
- むらさきゆきや（著）・himesuz（イラスト）、エンターブレイン→KADOKAWA〈ファミ通文庫〉、既刊15巻（2018年9月29日現在）
  - 『覇剣の皇姫アルティーナ』、2012年11月9日初版発行（10月29日発売[8]）、ISBN 978-4-04-728460-9
  - 『覇剣の皇姫アルティーナII』、2013年3月12日初版発行（2月28日発売[9]）、ISBN 978-4-04-728734-1
  - 『覇剣の皇姫アルティーナIII』、2013年7月11日初版発行（6月29日発売[10]）、ISBN 978-4-04-728977-2
  - 『覇剣の皇姫アルティーナIV』、2013年11月11日初版発行（10月30日発売[11]）、ISBN 978-4-04-729214-7
  - 『覇剣の皇姫アルティーナV』、2014年3月12日初版発行（2月28日発売[12]）、ISBN 978-4-04-729458-5
  - 『覇剣の皇姫アルティーナVI』、2014年7月11日初版発行（6月30日発売[13]）、ISBN 978-4-04-729730-2
  - 『覇剣の皇姫アルティーナVII』、2014年10月30日発売[14]、ISBN 978-4-04-729977-1
  - 『覇剣の皇姫アルティーナ 小綺譚』、2014年11月11日初版発行（10月30日発売[15]）、ISBN 978-4-04-729978-8
  - 『覇剣の皇姫アルティーナVIII』、2015年2月28日発売[16]、ISBN 978-4-04-730230-3
  - 『覇剣の皇姫アルティーナIX』、2015年7月10日初版発行（6月29日発売[17]）、ISBN 978-4-04-730516-8
  - 『覇剣の皇姫アルティーナX』、2015年12月11日初版発行（11月30日発売[18]）、ISBN 978-4-04-730765-0
  - 『覇剣の皇姫アルティーナXI』、2016年9月30日発売[19]、ISBN 978-4-04-734041-1
  - 『覇剣の皇姫アルティーナXII』、2017年4月28日発売[20]、ISBN 978-4-04-734542-3
  - 『覇剣の皇姫アルティーナXIII』、2018年2月28日初版発行（同日発売[21]）、ISBN 978-4-04-735006-9
  - 『覇剣の皇姫アルティーナXIV』、2018年9月29日初版発行（同日発売[22]）、ISBN 978-4-04-735310-7

#### アルティーナ
- むらさきゆきや（著）・himesuz（イラスト）、KADOKAWA〈ファミ通文庫〉、既刊1巻（2015年9月30日現在）
  - 『アルティーナ』、2015年9月30日発売[23]、ISBN 978-4-04-730730-8

### 漫画
- むらさきゆきや（原作）・himesuz（キャラクター原案）・青峰翼（作画）・鉤虫（構成） 『覇剣の皇姫アルティーナ』 KADOKAWA〈ファミ通クリアコミックス〉、全4巻
  1. 2015年6月29日発売[24]、ISBN 978-4-04-730556-4
  2. 2016年4月30日発売[25]、ISBN 978-4-04-734082-4
  3. 2016年10月15日発売[26]、ISBN 978-4-04-728253-7
  4. 2017年4月15日発売[27]、ISBN 978-4-04-734572-0